# James Coco

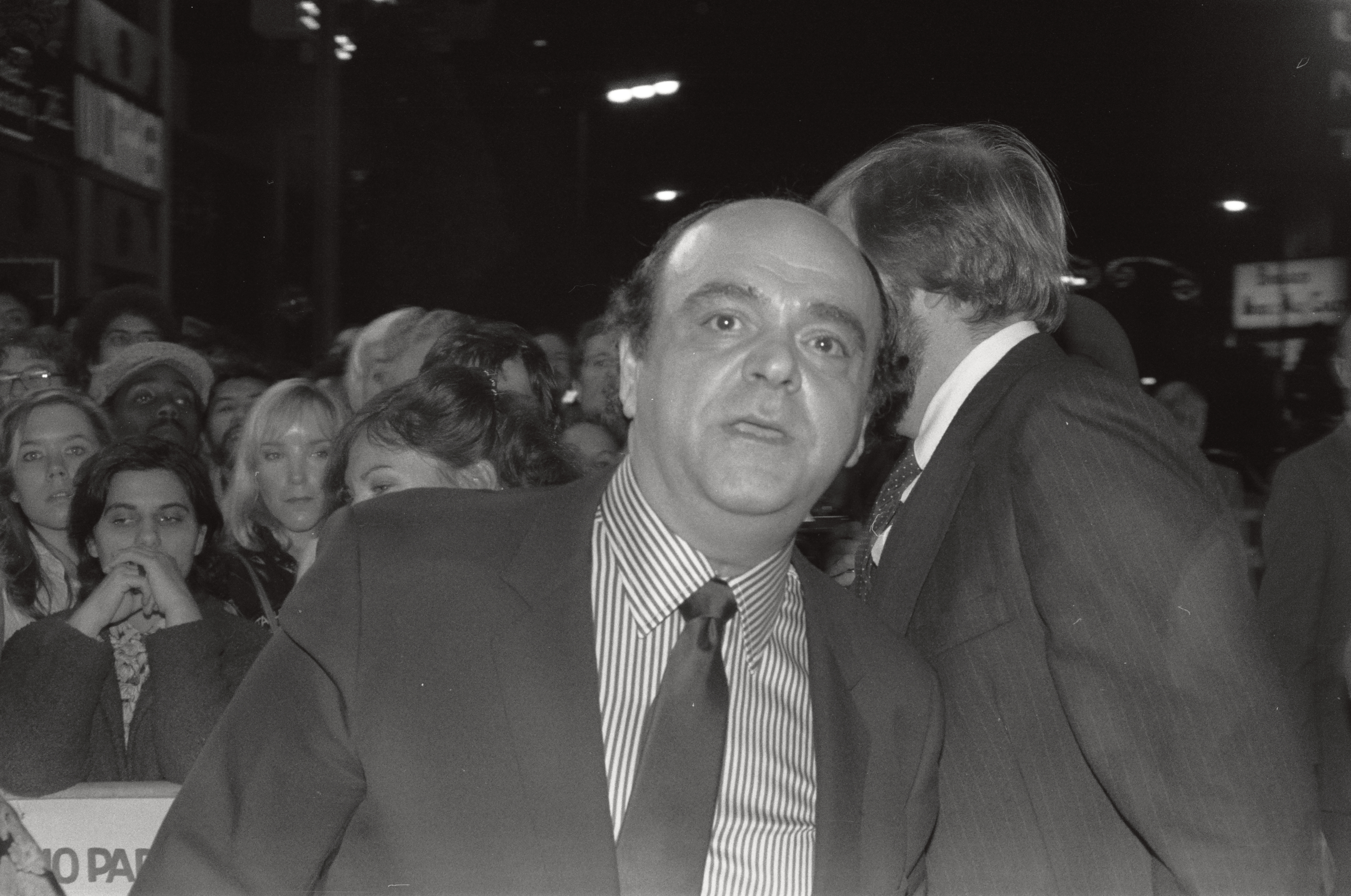
James Coco (1980)

James Coco (* 21. März 1930 in New York City, New York; † 25. Februar 1987 ebenda) war ein US-amerikanischer Theater- und Filmschauspieler.

## Leben und Karriere
1970 erhielt der Sohn eines Schuhmachers eine Tony-Nominierung als bester Hauptdarsteller für seine Mitwirkung in Neil Simons Stück Last of the red hot lovers. Für eine Gastrolle in der Fernsehserie Chefarzt Dr. Westphall erhielt Coco 1983 einen Emmy. Im Kino war Coco vor allem in humorvollen Rollen zu sehen, darunter als „Skouras“ in Operation Pazifik (1964), als Sancho Pansa in dem Musical Der Mann von La Mancha (1972), als Hercule-Poirot-Kopie in Eine Leiche zum Dessert (1976) und in Die Muppets erobern Manhattan (1984).
Für seine Mitwirkung in der Komödie Mrs. Hines und Tochter von Neil Simon war Coco 1982 als bester Nebendarsteller für einen Oscar und einen Golden Globe Award nominiert, die Auszeichnungen gingen allerdings jeweils an Sir John Gielgud für Arthur – Kein Kind von Traurigkeit. Gleichzeitig war er für dieselbe Rolle für den Negativpreis Goldene Himbeere nominiert, den 1982 Steve Forrest für Meine liebe Rabenmutter erhielt.
Coco starb 56-jährig an einem Herzinfarkt.

## Filmografie (Auswahl)
- 1964: Operation Pazifik (Ensign Pulver)
- 1970: Der Weg in den Abgrund (End of the Road)
- 1970: Tell Me That You Love Me, Junie Moon
- 1970: Blutige Erdbeeren (The Strawberry Statement)
- 1971: Keiner killt so schlecht wie ich (A New Leaf)
- 1971: So gute Freunde (Such Good Friends)
- 1972: Der Mann von La Mancha (Man of La Mancha)
- 1975: The Wild Party
- 1976: Eine Leiche zum Dessert (Murder by Death)
- 1977: Charleston – Zwei Fäuste räumen auf (Charleston)
- 1978: Affentraum (Ciao maschio)
- 1978: Der Schmalspurschnüffler (The Cheap Detective)
- 1979: Scavenger Hunt
- 1979: Victor Charlie ruft Lima Sierra (The French Atlantic Affair, Miniserie)
- 1980: Das Tagebuch der Anne Frank (The Diary of Anne Frank)
- 1980: Oh, Moses! (Wholly Moses!)
- 1981: Mrs. Hines und Tochter (Only When I Laugh)
- 1984: Die Muppets erobern Manhattan (The Muppets Take Manhattan)
- 1984: Mord ist ihr Hobby (Murder, She Wrote, Fernsehserie, 1 Folge)
- 1985–1987: Wer ist hier der Boss? (Who’s the Boss?, Fernsehserie, 3 Folgen)